# ینو براندی
ینو براندی (انگلیسی: Jenő Brandi; ۱۳ مهٔ ۱۹۱۳ – ۴ دسامبر ۱۹۸۰) بازیکن واترپلو اهل مجارستان بود.